# Бездєдово (Псковська область)
Бездєдово (рос. Бездедово) — присілок в Опочецькому районі Псковської області Російської Федерації.
Населення становить 100 осіб. Входить до складу муніципального утворення Болгатовська волость.

## Історія
Від 2015 року входить до складу муніципального утворення Болгатовська волость.

## Населення
| 2001 | 2002 | 2010 | 2013 | 2014 | 2015 | 2016 |
| ---- | ---- | ---- | ---- | ---- | ---- | ---- |
| 143  | ↘123 | ↘77  | ↗108 | ↘107 | ↘97  | ↗100 |